# ローラ・B11/40
ローラ・B11 / 40は、ローラ・カーズによって製造されたオープントップのル・マン・プロトタイプ（LMP）マシン。これは、フランス西部自動車クラブ（ACO）の、新規定のLMP2マシンで「低コスト規格」で設計された最初の車であり、エンジンの上限が生産車エンジンのみで75,000ユーロ、エンジン無しのシャーシで325,000ユーロ、車体全部で400,000ユーロのコストキャプがある。利用可能なエンジンは7種類あり、BMW、フォード、HPD、ジャガー、ジャッド、日産、トヨタが含まれる。

## 開発
2010年7月21日に発表されたB11/40は、カーボンファイバー製モノコックオープントップマシンで、オールカーボン製のボディキット、新規制の安全要件であるエンジンカバーの安定化のフィンを含むクイックリリースの取り外し可能なリアボディワークを備えている。

## レース戦績
2011年のアメリカン・ル・マン・シリーズにレベル5モータースポーツが参戦。LMP2クラスで2度のクラス優勝をした。
2011年のル・マン・シリーズでは、ぺコムレーシングが参戦。LMP2クラス開幕戦で2位を記録した。2011年のル・マン24時間レースでは、リタイヤとなった。